# Celebothemis
Genre
Celebothemis est un genre d'insectes de la famille des Libellulidae appartenant au sous-ordre des anisoptères dans l'ordre des odonates. Il ne comprend qu'une seule espèce : Celebothemis delecollei.

## Espèce du genreCelebothemis
- Celebothemis delecollei Ris, 1912